# ジャマーアテ・イスラーミー
ジャマーアテ・イスラーミー（Jamaat-e Islami; ウルドゥー語: جماعتِ اسلامی, ラテン文字転写: Jamāʿat-i Islāmī）は、英領インドで創設されたイスラーム主義組織。創設者はサイイド・アブルアアラー・マウドゥーディー。1928年にエジプトで設立されたムスリム同胞団と並ぶイスラーム世界において最も影響力のあるイスラーム主義組織のひとつ。パキスタン・インド分離独立以降は、ジャマーアテ・イスラーミー（パキスタン）とジャマーアテ・イスラーミー（インド）に分かれ、後にバングラデシュやイギリス、アフガニスタンでも関連組織が結成された。

## 時代背景
ジャマーアテ・イスラーミーが創設される前年の1940年、全インド・ムスリム連盟はラーホール大会で、「インド亜大陸のヒンドゥー教徒とムスリムは互いに異なった民族である」とする二民族論を根拠に、インド亜大陸のムスリム多数派地域に国家を創設することを目指すラホール決議が採択された。これをめぐりムスリム内部で統一インドを支持するインド国民会議支持と、分離独立を目指す連盟支持に分かれ対立した。分離独立国家を要求するムスリム連盟に対し、インド国民会議寄りで全インド・ウラマー協会を率いていたデーオバンド派のフサイン・アフマド・マダニーは、統一インドを目指しつつムスリムとヒンドゥー教徒が別々の制度を持つ複合民族主義を主張していた。

## インド・パキスタン分離独立に関するマウドゥーディーの見解
マウドゥーディーはイギリスからの独立という点で両者と見解が一致していたが、ムスリム多数派地域での国家建設や統一インドにおける複合民族主義に反対していた。彼は分離独立がもたらす国境という一時的な境界によって、インド・ムスリムが分離されることを危惧し、インド分割はイスラームにおけるウンマの教義に反すると主張した。これは後のバングラデシュ独立戦争において、ジャマーアテ・イスラーミーが東パキスタンの分離独立に反対し、西パキスタンに加担する根拠となっている。彼によれば、ムスリムは自らの社会的・経済的利益を高めるために活動する多くの集団の中の一つの宗教的・共同体的な集団ではなく、「原則と理論に基づいた」集団／イデオロギーであり、「明確に定義されたイデオロギー、単一の指導者への忠誠、服従、そして規律」を持つ「正しい」党（またはコミュニティ）のみがインド全体をダール・アル＝イスラームに変えることができ、それはファシストや共産主義者とは異なり、いったん権力を握れば、神の命令に基づいているイデオロギーによって構成されたイスラーム国家は圧迫や専制ではなく、全ての人に公正で慈悲深いものとなるとし考えていた。

## ジャマーアテ・イスラーミーの創設
ナショナリズムはどのような形であれイスラーム的ではなく、人々の日常的な利益に関係していると考えていたマウドゥーディーは、1941年8月26日にラーホールのイスラーミーヤ・パークで75人の参加者とともにジャマーアテ・イスラーミーを発足させた。マウドゥーディーは自らの党を、世界で最初のイスラーム国家創設のためにマディーナに集まった初期ムスリムの足跡に倣ったイスラーム革命の尖兵と見なしていた。ジャマーアテ・イスラーミーのメンバーは加入時に信仰の告白であるシャハーダを唱え、ムスリムとしての結束を強めた。組織構造はピラミッド型で厳密かつ階層的に組織されている。全ての支持者はアミールの指導の下、特に教育や社会活動を通じて、イデオロギー的なイスラーム社会を確立するという共通の目標に向かって動いている。前衛的な政党であったため、支持者全員が党員になれるわけではなく、エリートだけが党員になることができる。党首はアミールと呼ばれ、党員の下は「会員」、さらにその下は「支持者」と呼ばれている 。これはマウドゥーディーが、社会は上から下に影響されると考えていたため、イスラーム社会のエリートにイスラームの原理を教育し、まず始めに「彼らの誤った考え方」を正そうと考えていた。そしてパキスタン・インド分離独立が果たされる1947年までの数年間、彼らはインド国民会議とムスリム連盟間の激しい政治対立から距離を置き、党員訓練と組織構造の洗練及び強化に集中していた。

## 関連組織

### ジャマーアテ・イスラーミー（パキスタン）
パキスタンに拠点を置く。1947年に創設者のマウドゥーディーは西パキスタンに活動の場を移した。指導者のマウドゥーディーはパキスタン建国をイスラーム法に基づいたイスラーム国家をする漸進的な段階とみなし、一転してパキスタンを支持。そしてパキスタンを単なるムスリム多数派の国からイスラーム国家にするための活動を展開。1971年のバングラデシュ独立に反対。ジアウル・ハク政権下ではイスラーム化政策に大きな影響を与えた。

### ジャマーアテ・イスラーミー（インド）
1947年の独立後、インド側に残ったメンバーによって設立された。

### ジャマーアテ・イスラーミー（カシミール）
1953年に結成。

### ジャマーアテ・イスラーミー（バングラデシュ）
バングラデシュの独立と共に設立。しかし前身のその前身であるジャマーアテ・イスラーミー（パキスタン）がパキスタン軍の作戦に協力し、ベンガル民族主義者や解放派知識人に対する弾圧や粛清に非常に深く関わっていたため 、新政府は同党の政治参加を禁止。しかし1975年の軍事クーデターによって成立したジアウル・ラフマン政権下で政治参加を認められたものの、2010年にバングラデシュ独立時の戦争犯罪を国際犯罪法廷に起訴。2013年8月1日、バングラデシュ最高裁は政党としての登録を違法とし、国政選挙への参加資格をはく奪する判決を下した。

### UK Islamic Mission（イギリス）
1962年にイースト・ロンドン・モスクのメンバーによって設立された。

### ジャマーアテ・イスラーミー（アフガニスタン）
1972年にブルハーヌッディーン・ラッバーニーらタジク人が中心となって設立。1980年代におけるソ連のアフガニスタン侵攻に対するジハードの主要な担い手となった。

### ヒズべ・イスラーミー
1975年にグルブッディーン・ヘクマティヤールがジャマーアテ・イスラーミー（アフガニスタン）から分離して創設。ソ連軍に対するジハードの際には、ジャマーアテ・イスラーミー（パキスタン）（およびサウジアラビアとパキスタン大統領のジアウル・ハクの支持を得た。1979年にヘクマティヤール派とムハンマド・ユーヌス・ハーリス派に分かれた。